# Mirna Peč
Mirna Peč là một khu tự quản (tiếng Slovenia: občine, số ít – občina) trong vùng Dolenjska của Slovenia. Mirna Peč có diện tích 48 km2, dân số là theo điều tra ngày 31 tháng 3 năm 2002 là 2702 người. Thủ phủ khu tự quản Mirna Peč đóng tại Mirna Pec.